# Miquel Palou Buades
Miquel Palou Buades (Campanet 30 de maig de 1912- Campanet 27 d'agost de 1992). Fill d'Antoni Palou Llabrés de Son Garreta i Aina Buades Pons. Casat amb Joana Amengual Bennásser, de Búger.
Cursà estudis de magisteri a l'Escola Normal de Palma. El 1932 obtingué el títol de mestre nacional. Exercí de mestre interí a l'Escola Graduada d'Eivissa (1932-1934). Després passá a l'ensenayment privat i fundà –amb Guillem Buades Reinés Maca i Miquel Buades Riber antic afiliat a la CNT- el centre de pedagogia avançada l'Escola Decroly de Campanet (1934-1936). Fou militant d'Esquerra Republicana. El 10 de març de 1936 fou designat batlle de Campanet. Arribat el cop d'estat el 18 de juliol, s'amagà primer a la possessió de Miner Gran i a Son Pocos, a can Arnau Pons Bennásser, al carrer Lluna, 20 (agost-octubre de 1936), i després a la casa de Jaume Perelló de Son Perelló al carrer Creu, 28 (octubre 1936-abril 1939). Per delació del Vicari Rosselló, fou detingut per la Guàrdia Civil i dut al quarter de Sa Pobla el 9 d'abril de 1939. Sotmés a consell de guerra sumarissim fou condemnat a mort. Finalment la pena de mort li fou commutada per la de vint anys de presó. Tancat a Sant Domingo d'Inca i als Caputxins a Palma, és alliberat per indult l'abril de 1943. Després de la seva reclusió es dedicà a gestionar el taller familiar d'espardenyes de Son Pocos, a Campanet. Restaurada la democràcia, es reincorporà -de manera purament formal- a l'exercici de mestre amb destinació a Alaior (Menorca).